# رؤية الازدهار المشترك 2030
رؤية الازدهار المشترك 2030 هو مخطط حكومي أصدرته حكومة ماليزيا في عام 2020 للفترة من 2021 إلى 2030 لزيادة دخل جميع المجموعات العرقية ولا سيما العرقيات المحلية التي تضم B40 (مجموعة الدخل المنخفض) والفقراء المدقعين والفقراء اقتصاديًا والموجودين في التحول الاقتصادي في أورانغ أسلي وصباح وساراواك، وتشمل المعاقون والشباب والنساء والأطفال وكبار السن.

## الرؤية
تمت مناقشة خطة رؤية الازدهار المشترك وإطلاقها رسميًا في 5 أكتوبر 2019 من قبل رئيس الوزراء مهاتير محمد في أعقاب الفجوة الاقتصادية الكبيرة التي لم يتم حلها بين العرقيات المحلية مع فشل التنمية العادلة والتوزيع نحو التركيبة السكانية للبلاد بسبب انتشار ممارسات الفساد والانتهاكات للسلطة بين السياسيين وموظفي الدولة في مناطق العرقيات المحلية والتي أعاقت لاحقًا العديد من الرؤى السابقة لتنمية البلاد. تم وضع المخطط أيضًا لتطوير مهارات الماليزيين في قطاعات مختلفة من البلاد مع رئيس وزراء البلاد لضمان أن أي تطوير يتم تنفيذه بموجب المخطط في كل من صباح وساراواك لن ينتهك الحقوق العرفية الأصلية في الأراضي المعنية.